# Saint-Jacques-sur-Darnétal
Saint-Jacques-sur-Darnétal ist eine französische Gemeinde mit 3.134 Einwohnern (Stand: 1. Januar 2022) im Département Seine-Maritime in der Region Normandie. Sie gehört zum Arrondissement Rouen und ist Teil des Kantons Darnétal. Die Einwohner werden Saint-Jacquais genannt.

## Geographie
Saint-Jacques-sur-Darnétal wird umgeben von den Nachbargemeinden Préaux im Norden, Bois-l’Évêque im Osten, Bois-d’Ennebourg im Osten und Südosten, Saint-Aubin-Épinay im Süden, Saint-Léger-du-Bourg-Denis im Südwesten, Darnétal im Westen sowie Roncherolles-sur-le-Vivier im Nordwesten. 
Durch die Gemeinde führt die Route nationale 31.

## Bevölkerungsentwicklung
| Jahr | Einwohner |
| ---- | --------- |
| 1962 | 1110      |
| 1968 | 1175      |
| 1975 | 1561      |
| 1982 | 2040      |
| 1990 | 2407      |
| 1999 | 2492      |
| 2006 | 2564      |
| 2012 | 2587      |

## Sehenswürdigkeiten
- Kirche Notre-Dame
- Kirche Saint-Jacques aus dem 19. Jahrhundert
- Kapelle bei Quévreville la Milon, 1828 erbaut